# Juan de Dios Pareja Obregón
Juan de Dios Pareja Obregón (Sevilla, 4 de septiembre de 1927- Gines, Sevilla, 12 de octubre de 2012), fue un poeta, ganadero, torero, escritor, guitarrista, compositor de canciones y locutor de radio sevillano.

## Biografía
Era descendiente de la familia ganadera de Concha y Sierra, cuya ganadería dirigió durante mucho tiempo, influyendo esta actividad en su vocación taurina.
Además de ganadero, Juan de Dios fue matador de toros, llegando a tomar la alternativa en la plaza de toros de Utrera el día 1 de noviembre de 1951 de manos del maestro Manuel Jiménez Chicuelo, en una corrida que sirvió como debut y de despedida. Como regalo de boda a su mujer, ese mismo día dejó cerrada su carrera como matador, que se oponía a que torease, aunque continuó haciéndolo en festivales. Ejerció además como garrochista habilidoso y realizó algunas faenas toreras como rejoneador.
Fue un profuso exaltador y pregonero de la Semana Santa y del Rocío, a los que daba un particular matiz costumbrista. En su vida llegó a escribir más de 300 pregones. A lo largo de su vida publicó siete libros de poesía.
En su faceta de compositor, llegó a componer varias sevillanas para grupos como Los Romeros de la Puebla, Amigos de Gines, Los Marismeños, Mercedes Cubero e Isabel Pantoja.
Estaba casado y tenía 7 hijos.. Fue padre de Martín Pareja-Obregón, el cual se convirtió en matador de toros el domingo de Resurrección de 1991 de manos de Curro Romero y en presencia de Espartaco. Falleció en Gines a los 85 años de edad, dónde residía, y fue enterrado en el Cementerio de San Fernando (Sevilla).